# Hexarthra reducens
Hexarthra reducens är en hjuldjursart som först beskrevs av Bartoš 1948.  Hexarthra reducens ingår i släktet Hexarthra och familjen Hexarthridae. Inga underarter finns listade i Catalogue of Life.